# Guiu Terrena
Guiu Terrena (c.1270 Perpinhão; 1342),  também chamado Guido Terreni e Guy de Perpiñán, foi um Carmelita, canonista e filósofo escolástico catalão.

## Vida
Foi discípulo de Godofredo de Fontaines, e professor de John Baconthorpe. Foi Prior Geral da Ordem dos Carmelitas em 1318, bispo de Mallorca, e bispo de Perpinhão-Elna. Com bispo de Elna se opôs a Adhémar IV de Mosset.
Firme partidário de Aristóteles, deu classes em Avinhão.

## Obras
Foi um dos primeiros defensores da infalibilidade papal. Pensa-se que o conceito de infalibilidade papal terá surgido pela primeira vez numa obra relacionada com o conflito entre o Papa João XXII (1316–34) e os Franciscanos Espirituais. Diz-se que adaptou a sua doutrina às necessidades papais, em vez de a criar de forma original. e isto foi antes de 1328.
Foi um membro destacado do pequeno grupo dos defensores da infalibilidade na corte do Papa João XXII. A sua posição sobre a infalibilidade papal anticipou a dotrina do Concílio Vaticano I segundo a opinião de B.M. Xiberta.
Foi um dos oponentes às ideas de Arnaldo de Vilanova sobre o Anticristo; e foi dos que designaram a Joaquim de Fiore como herege. Foi-lhe pedido, juntamente com Peter Paludanus, que informara sobre os escritos apocalípticos de Petrus Iohannis Olivi.
Escreveu comentários sobre Aristóteles: Sobre Da Alma, a Ética a Nicômaco, a Metafísica, e a Física.
Outras obras destacables são os Errores Sarracenorum contra o Islam, uma Summa de haresibus e um comentário ao Decreto de Graciano.